# 蕭和尚
蕭和尚（10世纪?—11世纪1019年后），字洪寧。辽国官员。契丹人，出于国舅大父房，即拔里大父房:56。
開泰初年，任御盞郎君，转任内史局、太医局等局都林牙。蕭和尚作为使者赴北宋贺正月，宴会席次在節度使之下。蕭和尚说「席次不是对大国使相的礼遇。賜物錦服，像是对蕃部的待遇。如果是这样，我不参加宴会」。宋朝将賜物换成紫服，席次改为与執政同等。開泰八年（1019年）秋，任唐古部節度使，之后去世。弟蕭特末。

## 延伸阅读
[在维基数据编辑]
 《遼史/卷86》，出自脱脱《遼史》